# Saale Franconio
El río Saale Franconio (en alemán: Fränkische Saale; pronunciación: [ˈfʁɛŋkɪʃə ˈzaːlə]ⓘ) es un afluente del río Meno de 139 km de longitud que fluye por la Baja Franconia, en el estado federado de Baviera, Alemania. No debe ser confundido con el río Saale que desemboca en el río Elba.
El Saale se origina en la región de Grabfeld de dos fuentes separadas entre sí por pocos kilómetros. Luego del encuentro de ambas corrientes, el Saale fluye en dirección suroeste bordeando la cadena montañosa del Rhön y cruzando las ciudades de Bad Neustadt, Bad Bocklet, Bad Kissingen y Hammelburg. Antes de llegar a Gemünden se le une el río Sinn. En la localidad de Gemünden desemboca el Saale en el río Meno con un caudal de aproximadamente 24 cm³/s.
La cuenca hidrográfica del Saale abarca 2765 km².
El río Saale se describe por primera vez con el nombre de "Sala" y "Salu" en un documento del monasterio de Fulda en el año 777. Estos nombres, con el significado genérico de "agua que fluye", se encuentran ya en las descripciones del geógrafo griego Estrabón en el año 64 a. C.

## Navegabilidad
Hasta el siglo XIV el río Saale y sus afluyentes tenían un caudal mayor al actual debido a que su cuenca hidrográfica en el Rhön y Grabfeld tenía una mayor superficie boscosa y a que las precipitaciones pluviales eran mayores. 
El hecho de que ya en el año 790 el río era navegable se describe en los Annales regni Francorum escritos por Eginardo: 

… El rey (Carlomagno) viajó en una nave por el río Rin hacia el palacio que tenía en Salz, en Alemania, y que había hecho construir a orillas del Saale Franconio y luego regresó por el mismo río a Worms …
 

… fuhr der König (Karl) zu Schiff auf dem Rhein hinauf nach dem Palast, den er zu Salz in Deutschland, an der Fränkischen Saale erbaut hatte und kehrte dann wieder auf demselben Fluss zu Tal nach Worms zurück…

Carlomagno había fundado en el año 777 una sede franconia en Hammelburg y había dejado los bienes en herencia a la Abadía de Fulda, así como el derecho de impedir el paso por el río y de ejercer derechos de aduana.

## La navegación actual
Desde el año 1878 navegan por el Saale embarcaciones a vapor. Existe una compañía privada que posee dos naves que circulan entre el "Rosengarten" en el centro de Bad Kissingen y las salinas, en la periferia de la ciudad cada 40 minutos. Ambas naves poseen motores diésel.

## Imágenes

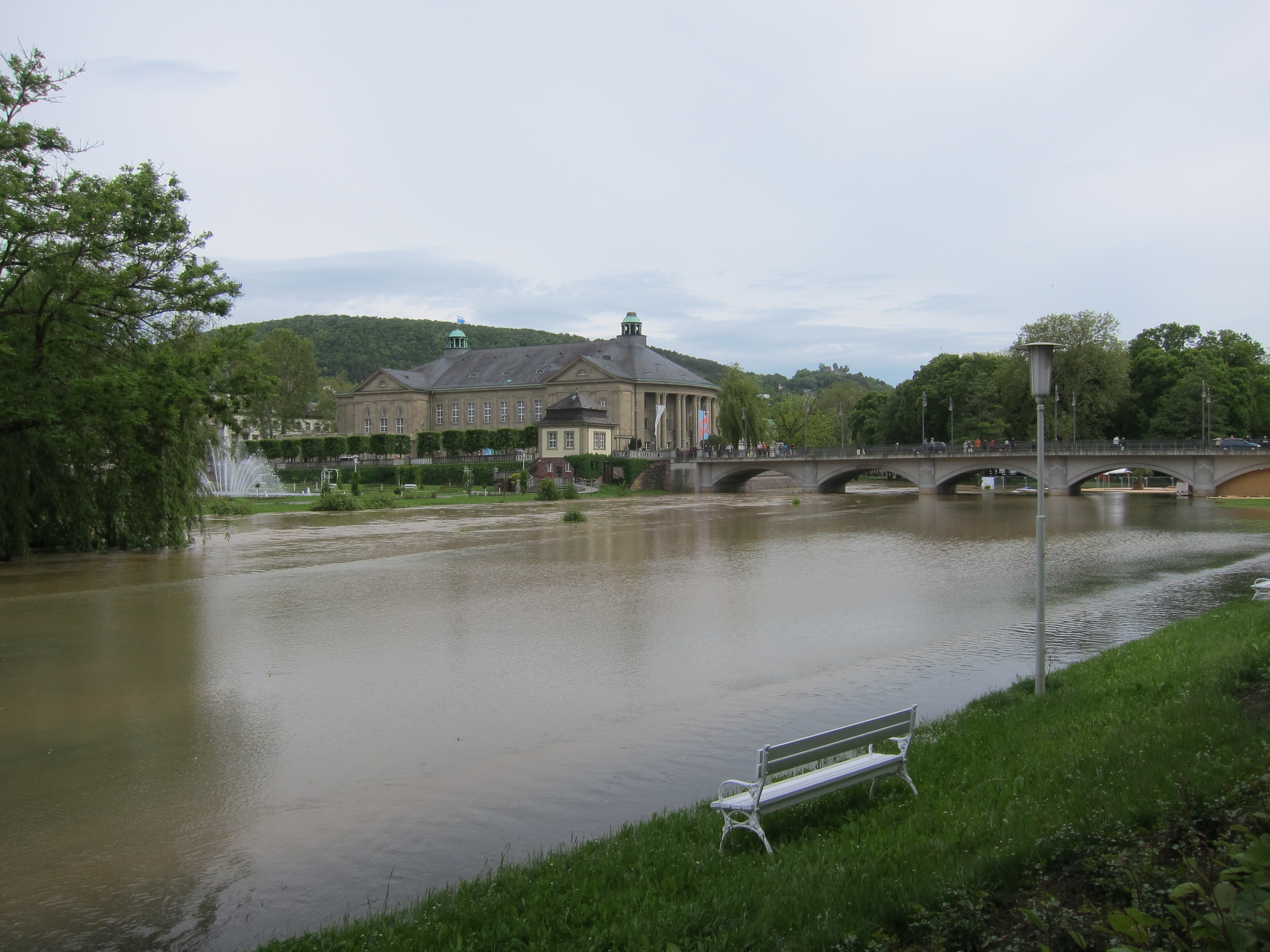
Río Saale.

El río Saale a su paso por el centro de la ciudad de Bad Kissingen. Nótese que por la crecida del río de junio de 2013 el agua ha excedido el cauce normal. Al fondo el Regentenbau inaugurado en 1913.
- Datos: Q708356
- Multimedia: Fränkische Saale / Q708356